# Folkesred
Folkesred is een plaats in de gemeente Ulricehamn in het landschap Västergötland en de provincie Västra Götalands län in Zweden. De plaats heeft 103 inwoners (2005) en een oppervlakte van 9 hectare.